# Der Ranger – Paradies Heimat: Himmelhoch
Himmelhoch ist ein deutscher Fernsehfilm von Thomas Jauch aus dem Jahr 2021. Es handelt sich um den siebten Film der ARD-Reihe Der Ranger – Paradies Heimat. Die deutsche Erstausstrahlung erfolgte am 4. Februar 2022 auf dem ARD-Sendeplatz „Endlich Freitag im Ersten“.

## Handlung
Jonas ist mit den Zapfenpflückern Laura und Florian unterwegs, mit denen er gewährleisten will, dass der Fortbestand der vom Waldsterben bedrohten Weißtannen gewährleistet ist. Als Laura von einem Baum zum anderen wechseln will, stürzt sie beinahe ab und hat Glück, dass das Sicherungsseil sie abbremst. Ihr Ex-Freund Alex beobachtet die Szene von weitem mit dem Fernglas. Als sie sich danach bei ihrem Camper versorgt, taucht er unvermittelt auf und versucht sie zu überreden, nicht mit Florian nach Kanada auszuwandern, sondern wieder mit dem Sportklettern zu beginnen. 
Lukas arbeitet als Praktikant in der Rangerstation und will mit Emilia die Luchse beobachten, als sie an einer Schonung vorbeikommen, auf der Wildschweine den Zaun zerstört und darauf gewütet haben. Emilia beobachtet ein einzelnes Wildschwein im gegenüberliegenden Waldstück und folgt ihm. Rike erfährt zufälligerweise von Bauer Olli, dass Karl Nollau in der Nähe des Sägewerks eine Biogasanlage bauen will und erzählt dies ihrer Mutter. Die stellt Karl zur Rede, er erklärt, dass er das Geld aus den Subventionen braucht, um damit das Loch in der Kasse zu stopfen, dass der Neubau des Hotels hineingerissen hat. Florian findet heraus, wie Alex sie gefunden hat. Er hat Lauras Handy manipuliert, damit es ihm immer ihren Standort übermittelt. Als Jonas von Emilia erfährt, dass ein Wildschwein unterwegs ist, will er es abschießen, sie überredet ihn aber, stattdessen einen Elektrozaun bei der Schonung zu installieren. Die ganze Familie Waldeck hält Rat wegen der Biogasanlage. Sie suchen nach Möglichkeiten, wie sie die Anlage verhindern können. Dazu brauchen sie die Pläne davon.
Als Laura am nächsten Morgen wieder auf die Bäume will, hat sie keine Kraft in den Händen. Jonas vermutet einen Zeckenbiss mit anschließender Borreliose und verbietet ihr, auf den Baum zu gehen, bevor sie nicht beim Arzt war. Monika hat den Plan an sich genommen und ausgerechnet, wie weit die Anlage von ihrem Haus entfernt sein muss. Sie gibt die Daten Rike durch, welche das nun überprüfen will. Emilia rät Laura, sich mit Alex auszusprechen, damit sie die Geschichte hinter sich lassen kann. Als sie im Krankenhaus ihre Untersuchungen macht, taucht Alex plötzlich auf und will sofort mit ihr reden. Sie schickt ihn aber weg. Das Gespräch danach verläuft nicht gut, Alex behauptet, Florian sei nur mit ihr zusammen, weil er über seine verstorbene Freundin hinwegkommen will.
Leider haben die Messungen ergeben, dass die Anlage genügend weit weg vom Haus zu stehen kommen würde, weshalb die Familie andere Lösungen suchen muss, um sie zu verhindern. Und Jonas soll mit seinem Vater darüber sprechen. Als Jonas sich mit Karl im Hotel trifft, begegnet er zufällig Alex. Er überbringt Laura die gute Nachricht, dass Alex ausgecheckt hat. Als Lukas zu Jonas will, wird er von einem Wildschwein verfolgt. Emilia muss es erschießen, um ihm zu helfen. Da es die Leitbache war, befürchtet Jonas, dass es mit dem Rest der Rotte nun Probleme gibt. Alex ist nicht abgereist und versucht im Krankenhaus an die Ergebnisse der Untersuchung zu kommen. Danach taucht er bei Laura und Florian auf und teilt ihnen mit, dass er herausgefunden hat, dass sie Multiple Sklerose hat. Jonas fährt mit Laura ins Krankenhaus, wo die Ärztin die Diagnose bestätigt.
Bei Florian kommen alte Erinnerungen an seine verstorbene Freundin Jenny hoch, als er mit Laura über die Krankheit spricht. Er hat Angst, dass er das nicht mehr aushält, wenn sie leiden muss. Monika und Rike versuchen Karl davon zu überzeugen, dass er aus dem Projekt der Biogasanlage aussteigen soll. Er ist aber überzeugt, dass sie auch dann gebaut wird, wenn er sich nicht engagiert. Nachdem die Wildschweine trotz Elektrozaun wieder in die Schonung eingedrungen sind, beschließt Jonas, die Rotte abzuschießen. Bauer Harry stellt sich auf stur, als Monika und Rike ihn bitten, sein Land nicht an Karl zu verkaufen. Da leihen sich die beiden den Güllewagen von Olli und fahren bei Karls Hotel vor, um dem Investor Russmann zu zeigen, was er da anrichtet. Das Gespräch mit Harry scheint doch gefruchtet zu haben, denn er will nun doch nicht verkaufen.
Jonas streitet sich mit Florian, weil er nicht einsehen will, dass Laura nun seine Unterstützung braucht. Er meint nämlich, sie gehe zu Alex zurück. Aber Jonas macht ihm klar, dass sie das allein durchziehen will. Florian versucht Laura anzurufen, sie geht aber nicht ran. Beim Wegdrücken stolpert sie und stürzt einen Felsen hinunter. Florian trifft auf Alex, er weiß auch nicht, wo Laura sein könnte. Sie rufen Jonas an, der die Treibjagd gerade abgebrochen hat, weil die Wildschweine verschwunden sind. Da er weiß, wo sie langgegangen sein könnte, teilen sie sich für die Suche auf. Emilia sucht nach ihrem Hund, der wegen des Signals zur Treibjagd davongelaufen ist, als sie die Hilferufe von Laura hört. Sie ruft Jonas an, weil sie ihr nicht allein helfen kann. Alex ist als erster dort und steigt zu Laura hinunter. Gemeinsam mit Florian schaffen sie es, Laura hochzuziehen.
Laura und Florian entscheiden sich, nun doch nach Kanada zu gehen. Emilia ist froh, dass die Jagd auf die Wildschweine erfolglos war, denn die Rotte scheint nach Tschechien weitergezogen zu sein. Karl hat eingesehen, dass er mehr auf die Familie hören muss und er versichert, dass er nicht mehr in solche Projekte investieren wird.

## Hintergrund
Himmelhoch wurde zeitgleich mit der achten Folge Zusammenhalt vom 20. Juli bis zum 15. September 2021 in der Sächsischen Schweiz gedreht. Produziert wurde der Film von der Neuen deutschen Filmgesellschaft.

## Rezeption

### Einschaltquote
Die Erstausstrahlung am 4. Februar 2022 im Ersten wurde von 4,10 Millionen Zuschauern gesehen, was einem Marktanteil von 13,9 % entspricht.

### Kritiken
Die Kritiker der Fernsehzeitschrift TV Spielfilm zeigten mit dem Daumen geradeaus und vergaben für die Spannung einen von drei möglichen Punkten. Das Fazit lautete: „Himmelhoch? Eher bodenlos langweilig“.